# 경남여자고등학교
경남여자고등학교(慶南女子高等學校)는 대한민국 부산광역시 동구 수정동에 있는 공립 고등학교이다.

## 학교 연혁
- 1927년 4월 23일 : 부산공립여자고등보통학교로서 개교(부산시 초량동 구 청년회관을 가교사 사용)
- 1929년 6월 1일 : 신축교사 낙성으로 현 교지로 이전함
- 1938년 4월 1일 : 부산항 공립고등여학교로 교명을 변경함
- 1946년 3월 1일 : 경남공립고등여학교로 교명을 변경함
- 1946년 9월 1일 : 경남공립여자중학교(6년제)로 교명을 변경함
- 1951년 9월 1일 : 학제 변경에 따라 부산제1여자고등학교로 개칭함
- 1953년 7월 1일 : 경남여자고등학교로 교명을 변경함
- 1974년 2월 23일 : 경남여고 부설 방송통신고등학교 개설
- 1977년 2월 28일 : 본관 신축 완공(39실)
- 1977년 4월 23일 : 수정의 집 신축 완공(개교 50주년 기념사업)
- 1987년 3월 1일 : 학급 증설 완료(36학급 완성)
- 1997년 4월 23일 : 생활관(문향재), 수정의 집 개축(개축 70주년 기념사업)
- 2009년 11월 12일 : 신축 본관 이전
- 2010년 3월 1일 : 자율형공립고 지정
- 2010년 6월 28일 : 학교 개축완공 기념식
- 2014년 10월 8일 : 교육부지정 자율형 공립고 재선정
- 2017년 4월 10일 : 수정아트홀 Dream to be Great 개관
- 2017년 11월 19일 : 교육인적자원부 지정 개방형 자율학교 선정
- 2021년 12월 21일 : 고교학점제 연구학교 선정
- 2022년 3월 2일 : 제96회 입학식 (신입생 179명)
- 2025년 2월 6일 : 제96회 졸업식(졸업생 175명, 졸업생 누계 36,227명)
- 2025년 3월 1일 : 제30대 이기열 교장 부임

## 참고 자료
- 경남여자고등학교 - 한국교육학술정보원 학교알리미